# Benedictí rogenc
El benedictí rogenc (Conopophaga lineata) és una espècie d'ocell de la família dels conopofàgids (Conopophagidae).

## Hàbitat i distribució
Habita matolls espinosos, bambú i caatinga del sud-est de Brasil, Paraguai i nord-est de l'Argentina.